# Ехекирхен
Ехекирхен (њем. Ehekirchen) општина је у њемачкој савезној држави Баварска. Једно је од 18 општинских средишта округа Нојбург-Шробенхаузен. Према процјени из 2010. у општини је живјело 3.690 становника. Посједује регионалну шифру (AGS) 9185127.

## Географски и демографски подаци
Ехекирхен се налази у савезној држави Баварска у округу Нојбург-Шробенхаузен. Општина се налази на надморској висини од 380-507 метара. Површина општине износи 62,8 km². У самом мјесту је, према процјени из 2010. године, живјело 3.690 становника. Просјечна густина становништва износи 59 становника/km².